# Strada Statale 7 Via Appia
Die Strada Statale 7 „Via Appia“ ist eine italienische Staatsstraße.

## Verlauf
Die SS 7 verbindet die Hauptstadt Italiens, Rom, mit der apulischen Stadt Brindisi und entspricht größtenteils der antiken römischen Konsularstraße Via Appia.
Das Teilstück von Massafra bis Tarent ist Teil der Europastraße 843 und das letzte Teilstück der Staatsstraße von Tarent nach Brindisi ist Teil der Europastraße 90.
Der Teil von Rom nach Terracina beinhaltet das mit 62 Kilometern längste gerade Straßenstück in Europa.